# Wamsutter
Wamsutter is een plaats (town) in de Amerikaanse staat Wyoming, en valt bestuurlijk gezien onder Sweetwater County.

## Demografie
Bij de volkstelling in 2000 werd het aantal inwoners vastgesteld op 261. In 2006 is het aantal inwoners door het United States Census Bureau geschat op 267, een stijging van 6 (2,3%).

## Geografie
Volgens het United States Census Bureau beslaat de plaats een oppervlakte van 3,4 km², geheel bestaande uit land. Wamsutter ligt op ongeveer 2064 m boven zeeniveau.

## Plaatsen in de nabije omgeving
De onderstaande figuur toont nabijgelegen plaatsen in een straal van 100 km rond Wamsutter.